# Strada nazionale 87 delle Calabrie
La strada nazionale 87 delle Calabrie era una strada nazionale del Regno d'Italia, che congiungeva Eboli a Catanzaro Marina.
Venne istituita nel 1923 con il percorso "Eboli - Sala Consilina - Lagonegro - Lauria - Castrovillari - Spezzano - Cosenza - Soveria Mannelli - Tiriolo - Catanzaro - Incontro con la Jonica n. 86 a Catanzaro Marina con diramazione da Castrovillari a Francavilla sulla nazionale 84 e da Tiriolo per la stazione di Marcellinara alla nazionale n. 68".
Nel 1928, in seguito all'istituzione dell'Azienda Autonoma Statale della Strada (AASS) e alla contemporanea ridefinizione della rete stradale nazionale, il suo tracciato costituì quasi l'intera strada statale 19 delle Calabrie (la differenza era rappresentata dal tratto tra Battipaglia ed Eboli); la prima diramazione costituì invece il tratto terminale della strada statale 105 di Castrovillari e la seconda invece l'intera strada statale 19 dir delle Calabrie.